# Mathurin de La Saussaye
Mathurin de La Saussaye (né en 1513, mort le 9 février 1584) est un ecclésiastique qui fut évêque d'Orléans de 1564 à 1584.

## Biographie
Mathurin de La Saussaye, né en 1513, est le fils de Jean Ier de La Saussaye, seigneur de Brézolles, et de Jeanne de Morvillier, sœur de l'évêque Jean de Morvilliers. Destiné à l'Église, il étudie la théologie et devient un prédicateur reconnu. Son oncle le destine à sa succession et il devient chanoine de la cathédrale d'Orléans et archidiacre de Sully-sur-Loire, puis doyen du chapitre de chanoines et enfin vicaire général. Son oncle, accaparé par ses fonctions politiques, résigne son siège épiscopal en sa faveur avec l'accord du roi Charles IX et il devient évêque d'Orléans. Consacré à Paris par l'évêque de Saint-Malo en mars 1565, il ne prend possession de son diocèse que deux mois plus tard, le 17 mai suivant.
Également président de la Chambre des comptes de Blois, il dirige son diocèse avec zèle et vigilance et, après la prise d'Orléans par les calvinistes le 26 septembre 1567, il doit s'exiler à Tours avec son chapitre. Il ne revient dans sa cité que le 22 mars 1568. Il doit faire restaurer le chœur de la cathédrale qui avait été endommagé par les réformés lors des troubles de 1562. Il assiste aux États généraux de Blois en 1576 et meurt le 9 février 1584.

## Armoiries
| Blason | Blasonnement : D’argent à trois saules de sinople rangés en chef accompagnés d’une laie de sable en pointe. |